# Recopa Sul-Americana de 2020
A Recopa Sul-Americana de 2020, oficialmente CONMEBOL Recopa 2020, foi a 27.ª edição do torneio realizado anualmente pela Confederação Sul-Americana de Futebol (CONMEBOL). Foi disputada entre os vencedores dos dois principais torneios de clubes da América do Sul em 2019, a Copa Libertadores e a Copa Sul-Americana.
O Flamengo conquistou seu primeiro título na competição, derrotando o Independente Del Valle com um placar agregado de 5–2. Foi também a primeira vez que o Flamengo conquistou um título internacional jogando no Estádio do Maracanã.

## Participantes
Seguem-se, abaixo, as equipes que disputaram o título.
| Clube                   | Cidade         | Classificação                                   | Participações |
| ----------------------- | -------------- | ----------------------------------------------- | ------------- |
| Flamengo                | Rio de Janeiro | Campeão da Copa Libertadores da América de 2019 | Estreante     |
| Independiente del Valle | Quito          | Campeão da Copa Sul-Americana de 2019           | Estreante     |

## Regulamento
A Recopa Sul-Americana é disputada em jogos de ida e volta, sendo que o campeão da Copa Libertadores tem a primazia de realizar o segundo jogo em casa. Nesse jogo, ao final dos 90 minutos regulamentares poderia ser necessário mais 30 minutos de prorrogação em caso de igualdade no placar agregado (regra do gol fora de casa não aplicada). Persistindo o empate, o título seria decidido em disputa por pênaltis. Até doze jogadores poderiam ficar no banco de reservas, com no máximo três substituições por partida (uma quarta seria permitida em caso de prorrogação).

## Partidas

### Primeiro jogo
| 19 de fevereiro | Independiente del Valle             | 2 – 2     | Flamengo                       | Estádio Olímpico Atahualpa, Quito |
| 20:30 (UTC−5)   | Murillo 20' · Pellerano 90+1' (pen) | Relatório | Bruno Henrique 65' · Pedro 85' | Árbitro: URU Leodán González      |

| Ind. del Valle | Flamengo |

| G                    | 30 | Jorge Pinos        |       |     |
| LD                   | 11 | Jhon Jairo Sánchez |       |     |
| Z                    | 5  | Richard Schunke    |       |     |
| Z                    | 2  | Luis Segovia       |       |     |
| LE                   | 15 | Beder Caicedo      | 45+4' |     |
| Z                    | 16 | Cristian Pellerano | 23'   |     |
| Z                    | 8  | Lorenzo Faravelli  |       | 79' |
| M                    | 23 | Fernando Guerrero  | 48'   | 61' |
| M                    | 21 | Alan Franco        |       |     |
| M                    | 18 | Jacob Murillo      |       |     |
| A                    | 7  | Gabriel Torres     |       | 72' |
| Substitutos:         |    |                    |       |     |
| G                    | 1  | Wellington Ramírez |       |     |
| G                    | 25 | Hamilton Piedra    |       |     |
| D                    | 3  | Pablo Alvarado     |       |     |
| D                    | 4  | Anthony Landázuri  |       |     |
| D                    | 13 | Angello Peralta    |       |     |
| D                    | 17 | Ángelo Preciado    |       | 72' |
| M                    | 10 | Efrén Mera         |       | 79' |
| M                    | 14 | Dani Nieto         |       |     |
| A                    | 9  | Alejandro Cabeza   | 86'   | 61' |
| A                    | 19 | Johao Chávez       |       |     |
| Treinador:           |    |                    |       |     |
| Miguel Ángel Ramírez |    |                    |       |     |

| G            | 1  | Diego Alves            |       |     |
| LD           | 13 | Rafinha                | 90+1' |     |
| Z            | 3  | Rodrigo Caio           |       | 84' |
| Z            | 2  | Gustavo Henrique       | 87'   |     |
| LE           | 16 | Filipe Luís            | 78'   |     |
| V            | 5  | Willian Arão           |       |     |
| V            | 8  | Gerson                 | 19'   |     |
| M            | 7  | Éverton Ribeiro        |       |     |
| M            | 10 | Diego                  |       | 46' |
| M            | 14 | Giorgian De Arrascaeta |       |     |
| A            | 27 | Bruno Henrique         |       | 68' |
| Substitutos: |    |                        |       |     |
| G            | 12 | César                  |       |     |
| D            | 6  | Renê                   |       |     |
| D            | 20 | Matheus Dantas         |       |     |
| D            | 26 | Matheus Thuler         |       | 84' |
| D            | 30 | João Lucas             |       |     |
| M            | 15 | Vinícius Souza         |       |     |
| M            | 18 | Thiago Maia            |       |     |
| A            | 11 | Vitinho                |       | 46' |
| A            | 19 | Michael                |       |     |
| A            | 21 | Pedro                  |       | 68' |
| A            | 23 | Pedro Rocha            |       |     |
| A            | 29 | Lincoln                |       |     |
| Treinador:   |    |                        |       |     |
| Jorge Jesus  |    |                        |       |     |

| Árbitros assistentes: URU Nicolás Tarán URU Richard Trinidad Quarto árbitro: PER Kevin Ortega Árbitro de vídeo: URU Esteban Ostojich Árbitro assistente de vídeo 1: PER Víctor Carrillo Árbitro assistente de vídeo 2: COL Alexander Guzmán |

### Segundo jogo
| 26 de fevereiro | Flamengo                      | 3 – 0     | Independiente del Valle | Estádio do Maracanã, Rio de Janeiro             |
| 21:30 (UTC−3)   | Gabriel 19' · Gerson 62', 89' | Relatório |                         | Público: 69 986 Árbitro: ARG Fernando Rapallini |

| Flamengo | Ind. del Valle |

| G            | 1  | Diego Alves            |     |     |
| LD           | 13 | Rafinha                |     |     |
| Z            | 2  | Gustavo Henrique       | 88' |     |
| Z            | 4  | Léo Pereira            |     |     |
| LE           | 16 | Filipe Luís            |     |     |
| V            | 5  | Willian Arão           | 23' |     |
| V            | 8  | Gerson                 | 15' |     |
| M            | 7  | Éverton Ribeiro        |     | 88' |
| M            | 14 | Giorgian De Arrascaeta |     | 75' |
| A            | 9  | Gabriel                |     |     |
| A            | 21 | Pedro                  |     | 27' |
| Substitutos: |    |                        |     |     |
| G            | 12 | César                  |     |     |
| D            | 6  | Renê                   |     |     |
| D            | 20 | Matheus Dantas         |     |     |
| D            | 26 | Matheus Thuler         |     |     |
| D            | 30 | João Lucas             |     |     |
| M            | 10 | Diego                  |     |     |
| M            | 18 | Thiago Maia            |     | 27' |
| M            | 25 | Robert Piris Da Motta  |     |     |
| A            | 11 | Vitinho                |     | 75' |
| A            | 19 | Michael                |     | 88' |
| A            | 23 | Pedro Rocha            |     |     |
| A            | 29 | Lincoln                |     |     |
| Treinador:   |    |                        |     |     |
| Jorge Jesus  |    |                        |     |     |

| G                    | 30 | Jorge Pinos        |     |     |
| LD                   | 17 | Ángelo Preciado    |     |     |
| Z                    | 5  | Richard Schunke    |     |     |
| Z                    | 2  | Luis Segovia       |     | 66' |
| LE                   | 15 | Beder Caicedo      |     | 55' |
| Z                    | 16 | Cristian Pellerano |     |     |
| Z                    | 8  | Lorenzo Faravelli  |     | 75' |
| M                    | 11 | Jhon Jairo Sánchez |     |     |
| M                    | 21 | Alan Franco        | 79' |     |
| M                    | 18 | Jacob Murillo      |     |     |
| A                    | 7  | Gabriel Torres     |     |     |
| Substitutos:         |    |                    |     |     |
| G                    | 1  | Wellington Ramírez |     |     |
| G                    | 25 | Hamilton Piedra    |     |     |
| D                    | 3  | Pablo Alvarado     |     |     |
| D                    | 4  | Anthony Landázuri  |     |     |
| M                    | 10 | Efrén Mera         |     |     |
| M                    | 14 | Dani Nieto         |     | 75' |
| M                    | 23 | Fernando Guerrero  |     | 55' |
| A                    | 9  | Alejandro Cabeza   | 86' | 66' |
| A                    | 19 | Johao Chávez       |     |     |
| Treinador:           |    |                    |     |     |
| Miguel Ángel Ramírez |    |                    |     |     |

| Árbitros assistentes: ARG Diego Bonfá ARG Gabriel Chade Quarto árbitro: ARG Facundo Tello Árbitro de vídeo: ARG Mauro Vigliano Árbitro assistente de vídeo 1: CHI Piero Maza Árbitro assistente de vídeo 2: ARG Juan Belatti |

## Premiação
| Recopa Sul-Americana de 2020  |
| Brasil                        |
| ----------------------------- |
| FLAMENGO Campeão (1.º título) |